# Soif (film, 2014)
Soif est un court métrage d'animation réalisé en 2014 par Michèle Cournoyer. Ayant à l'origine scénarisé un projet intitulé Swaf avec Claude Jutra, décédé tragiquement avant la réalisation, Michèle Cournoyer décide, presque 30 ans plus tard, de se détacher du scénario initial pour s'approprier son sujet, l'alcoolisme, en passant d'un personnage principal masculin à un personnage féminin. Après avoir été présenté en compétition et primé au Festival international du film d'animation d'Ottawa, le film est projeté en ouverture des Sommets du cinéma d'animation en 2014.

## Synopsis
Une femme revit, comme dans un film, différents épisodes de sa vie où la boisson occupe un rôle central. À la fin, elle émerge à bout de souffle, comme si elle sortait de l'eau.

## Fiche technique
- Titre : Soif
- Réalisation : Michèle Cournoyer
- Musique : Jean-Philippe Goncalves (en)
- Montage : Jacques Drouin
- Producteur : Marcel Jean, René Chénier (en) et Galilé Marion-Gauvin
- Société de production et de distribution : Office national du film du Canada
- Pays : Québec
- Genre : court métrage
- Format : Noir et blanc, DCP, SD
- Durée : 8 minutes 54 secondes
- Date de sortie : 2014

## Prix
- Mention honorifique pour le Prix du meilleur film d'animation canadien 2014 au Festival international du film d'animation d'Ottawa[4]